# Distrikt Yanaca
Der Distrikt Yanaca liegt in der Provinz Aymaraes der Region Apurímac in Südzentral-Peru. Der am 28. Dezember 1961 gegründete Distrikt hat eine Fläche von 104 km². Beim Zensus 2017 lebten 1027 Einwohner im Distrikt. Im Jahr 1993 lag die Einwohnerzahl bei 1357, im Jahr 2007 bei 1182. Die Distriktverwaltung befindet sich in der 3340 m hoch gelegenen Ortschaft Yanaca mit 598 Einwohnern (Stand 2017). Yanaca liegt knapp 12 km nordöstlich der Provinzhauptstadt Chalhuanca. Im Distrikt gibt es mehrere archäologische Fundplätze.

## Geographische Lage
Der Distrikt Yanaca erstreckt sich über das Andenhochland im zentralen Osten der Provinz Aymaraes. Der Distrikt besitzt eine Längsausdehnung in NNW-SSO-Richtung von 17,5 km sowie eine maximale Breite von knapp 10 km. Entlang der nordöstlichen Distriktgrenze fließt der Río Pachachaca (auch Río Antabamba) nach Norden. Im Westen verläuft ein über 4400 m hoher Gebirgszug, der die Flusstäler von Río Pachachaca im Osten und Río Chalhuanca im Westen trennt. 
Der Distrikt Yanaca grenzt im Süden und im Westen an den Distrikt Chalhuanca, im Norden an den Distrikt Justo Apu Sahuaraura, im Nordosten an den Distrikt Tapairihua sowie im Osten an den Distrikt Pocohuanca.